# Cavolinia labiata
Cavolinia labiata is een slakkensoort uit de familie van de Cavoliniidae. De wetenschappelijke naam van de soort werd in 1834 voor het eerst geldig gepubliceerd door Alcide d'Orbigny.

## Verspreiding
Cavolinia labiata is een tropische soort die voorkomt in zowel de westelijke Atlantische als de oostelijk Pacifische Oceaan. Het kan een lengte van 0,7 cm bereiken.